# Bratz
 Ikke at forveksle med Brats.
Bratz er en serie dukker lanceret første gang i 2001 af firmaet MGA Entertainment som en konkurrent til Barbie-dukken fra Mattel Inc.
Bratzdukkerne har større hoved, smallere talje og større læber end Barbie. Folkene bag Bratz lancerede Bratz Boyz i 2002 og Bratz Babyz i 2004. Filmen Bratz: The Movie blev lanceret i amerikanske biografer 3. august 2007. Foruden dukkerne findes Bratz som en række andre produkter, blandt andet sminke.
Bratzdukkerne er blevet kritiseret for at give unge piger et orientalsk skønhedsideal blandt andet med smalle taljer, store læber og voldsom sminke.[kilde mangler] Bratz er også blevet kritiseret for deres materialistiske interesse på mærketøj, sminke og mode.[kilde mangler]. "Brat" er det engelske ord for en forkælet møgunge.